# Pediobomyia
Pediobomyia is een geslacht van vliesvleugeligen uit de familie Eulophidae. De wetenschappelijke naam van dit geslacht is voor het eerst geldig gepubliceerd in 1913 door Girault.

## Soorten
Het geslacht Pediobomyia omvat de volgende soorten:
- Pediobomyia brevicaulis Hansson, 2002
- Pediobomyia budaicus Narendran, 2007
- Pediobomyia canaliculata Hansson, 2002
- Pediobomyia darwini Girault, 1913
- Pediobomyia frontus (Narendran, 2004)
- Pediobomyia lankicus Narendran, 2007